# Pseudowortheniellidae
Pseudowortheniellidae zijn een uitgestorven familie van weekdieren uit de klasse van de Gastropoda (slakken).